# La revolución imposible
La revolución imposible és el tercer llibre de l'escriptor uruguaià Alfonso Lessa. Va ser publicat per l'Editorial Fin de Siglo el 2002. A mitjans del 2021, el llibre no estava traduït al català. Lessa va obtenir per aquest llibre el Premi Bartolomé Hidalgo el 2003, en la categoria 'no ficció', lliurat per la Càmera Uruguaiana del Llibre. També un esment honorífic per MEC, i va rebre el Premi Morosoli, entre d'altres.